# Watergate (Floride)
Pour les articles homonymes, voir Watergate (homonymie).
Watergate est une census-designated place du comté de Palm Beach, dans l'État de Floride, aux États-Unis,. En 2020, elle compte une population de 3 459 habitants.